# Куманово
Кума́ново (мак. Куманово, алб. Kumanovë, тур. Kumanova) — третє за чисельністю населення місто в Північній Македонії, адміністративний центр однойменної громади. Населення за даними перепису 2002 року — 70 842 особи.
Куманово розташовано у північно-східній частині Північної Македонії на висоті 350–360 м над рівнем моря. Містом протікають річки Липовська та Конярська, які при злитті утворюють Кумановську.

## Історія
Ймовірно, назва міста походить від слова кумани, назви тюркського племені, яке оселилось тут у XII—XIII століттях. Місто вперше згадується 1519 року в одному з турецьких документів. Куманово було центром повстання Карпоша, й відігравало роль його «столиці».
Неподалік від Куманова 23 жовтня 1912 року відбулась Кумановська битва, у результаті якої сербські сили здобули перемогу над турецькими військами та змусили їх тікати. Це була одна з битв Першої балканської війни.
10 травня 2015 албанські бойовики напали на місто, у результаті чого було вбито вісім поліцейських й один цивільний. 14 нападників також були вбиті, а ще більше 30 бойовиків здалися. Міністерство внутрішніх справ Македонії назвало озброєних бойовиків «добре підготовленою терористичною групою», що прибула із сусідньої країни, щоб нападати на державні установи.

## Населення
Етнічна структура населення в місті, за даними перепису 2002 року:
- македонці — 47 744 осіб;
- албанці — 18 278;
- серби — 5230;
- цигани — 4056;
- турки — 256;
- арумуни — 108;
- босняки — 14;
- інші — 586.

## Відомі особистості
В поселенні народились:
- Менсур Куртіші (* 1986) — македонський футболіст.
- Мара Нацева (1920—2013) — македонська діячка югославського партизанського руху.
- Трайко Стойковський (1923—2005) — югославський македонський воєначальник.

## Клімат
| Клімат Куманово           | Клімат Куманово | Клімат Куманово | Клімат Куманово | Клімат Куманово | Клімат Куманово | Клімат Куманово | Клімат Куманово | Клімат Куманово | Клімат Куманово | Клімат Куманово | Клімат Куманово | Клімат Куманово | Клімат Куманово |
| Показник                  | Січ.            | Лют.            | Бер.            | Квіт.           | Трав.           | Черв.           | Лип.            | Серп.           | Вер.            | Жовт.           | Лист.           | Груд.           |                 |
| Середній максимум, °C     | 4,0             | 7,6             | 12,6            | 17,6            | 22,3            | 26,6            | 29,4            | 29,6            | 25,7            | 18,9            | 10,5            | 5,3             |                 |
| Середня температура, °C   | 0,4             | 2,9             | 7,2             | 11,7            | 16,1            | 19,8            | 22,1            | 22,1            | 18,5            | 13,0            | 6,5             | 1,9             |                 |
| Середній мінімум, °C      | −3,2            | −1,7            | 1,9             | 5,8             | 10,0            | 13,1            | 14,8            | 14,6            | 11,4            | 7,1             | 2,6             | −1,5            |                 |
| Норма опадів, мм          | 38              | 35              | 38              | 42              | 59              | 49              | 38              | 32              | 38              | 45              | 55              | 48              |                 |
| ------------------------- | --------------- | --------------- | --------------- | --------------- | --------------- | --------------- | --------------- | --------------- | --------------- | --------------- | --------------- | --------------- | --------------- |
| Джерело: Climate-Data.org |                 |                 |                 |                 |                 |                 |                 |                 |                 |                 |                 |                 |                 |

## Поріднені міста
- Пловдив
- Габрове[4]

## Світлини

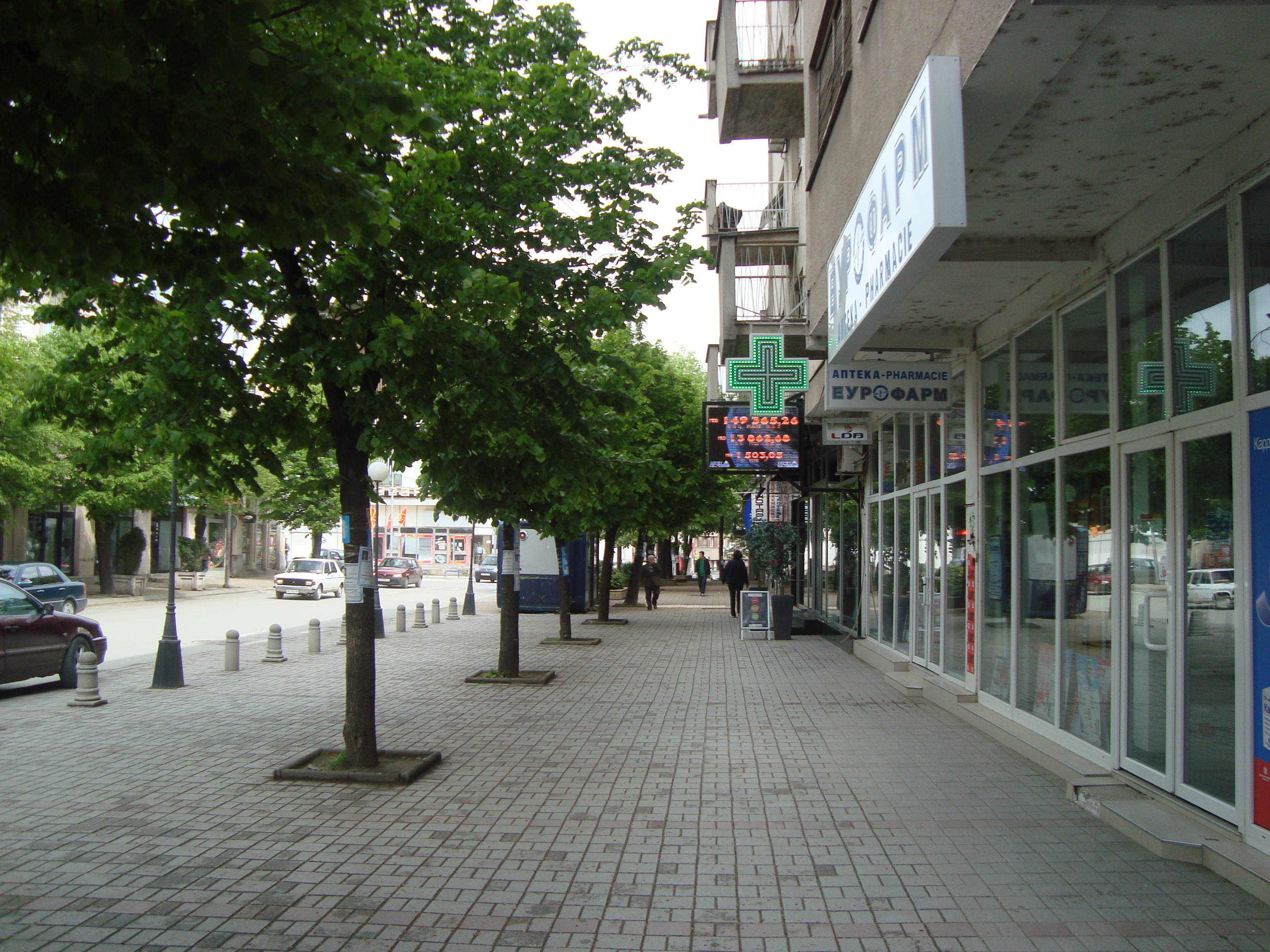
Центральна вулиця міста
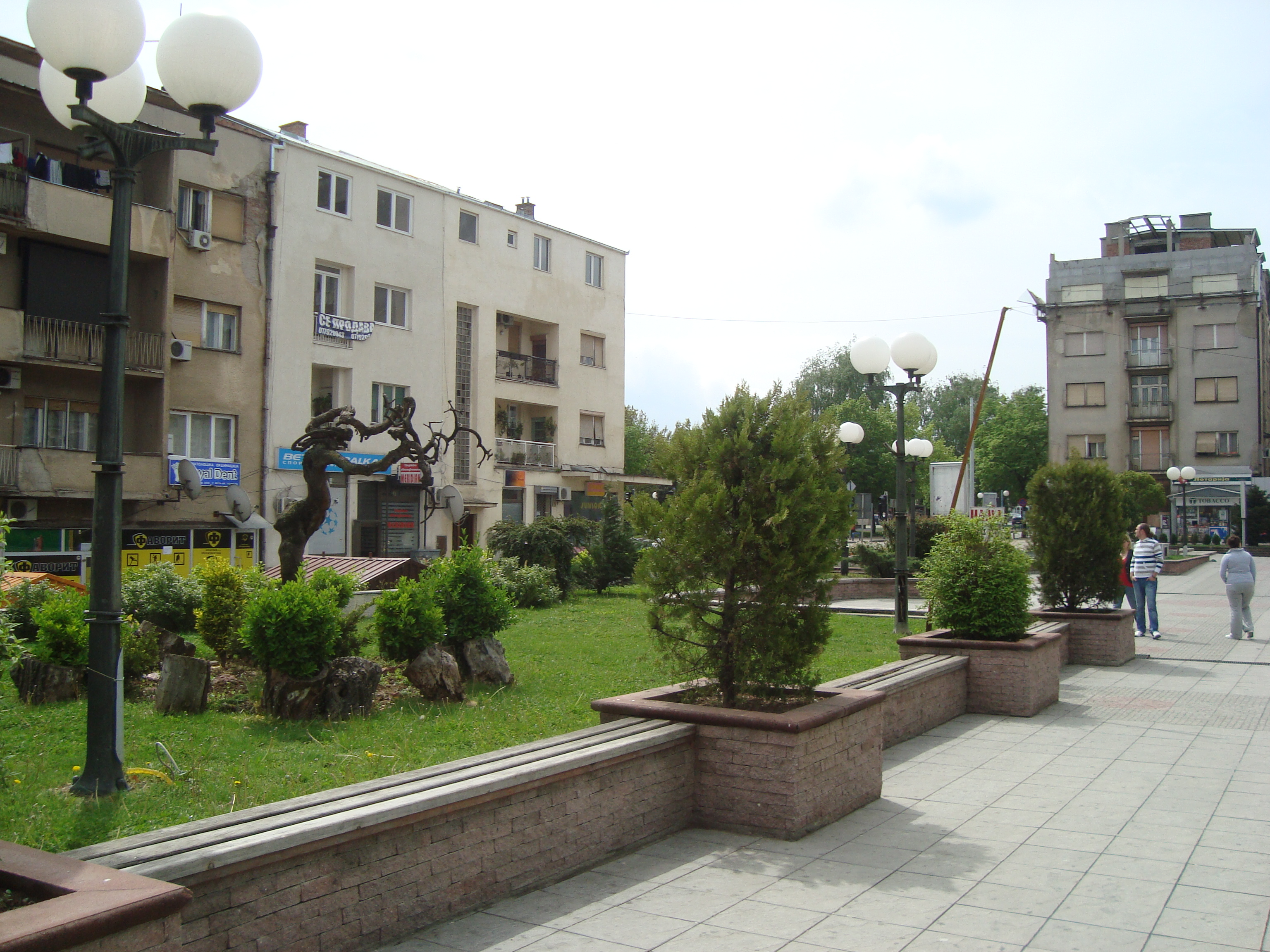
Один з майданів у місті
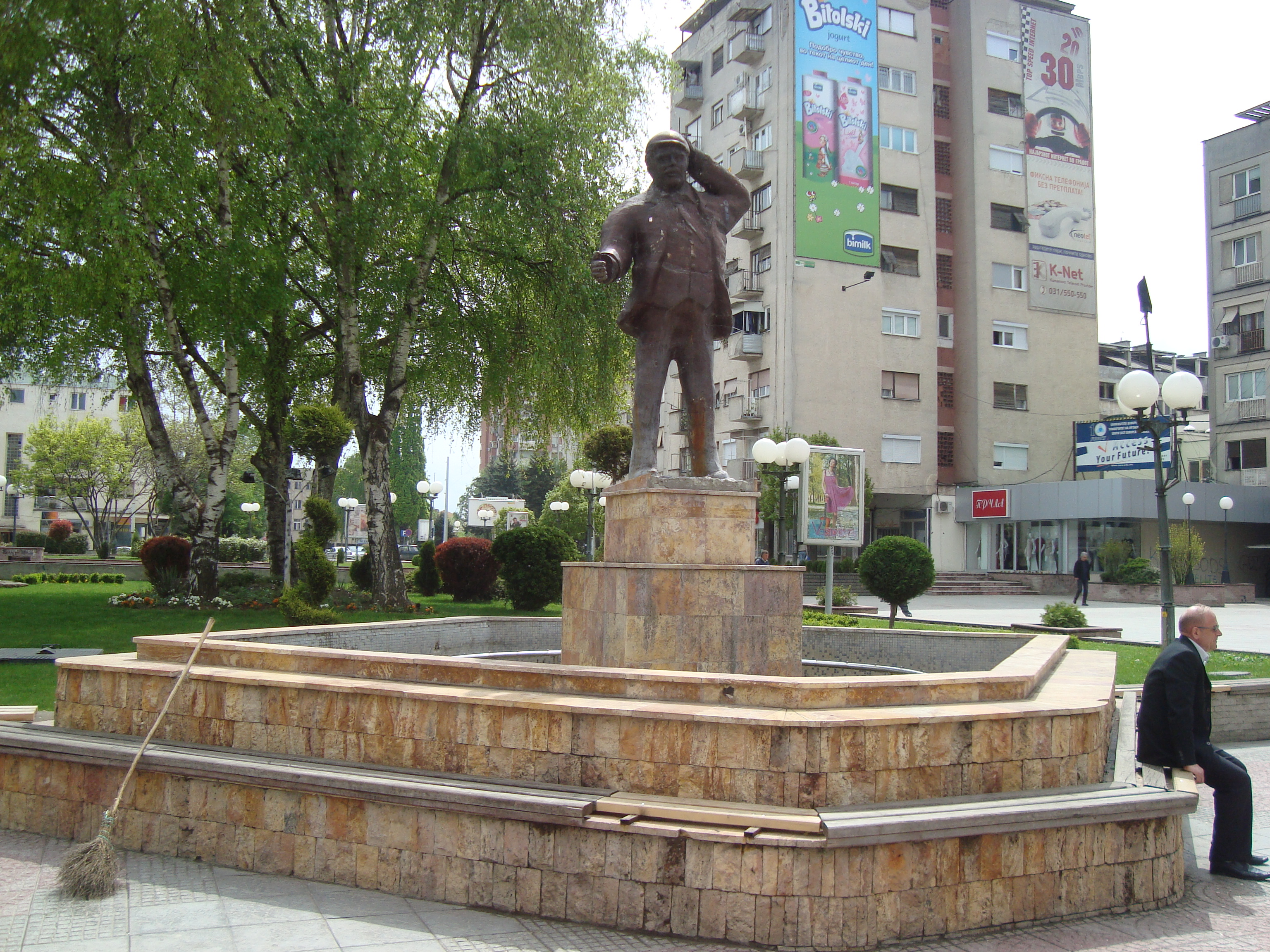
Пам'ятник Батко Георгію
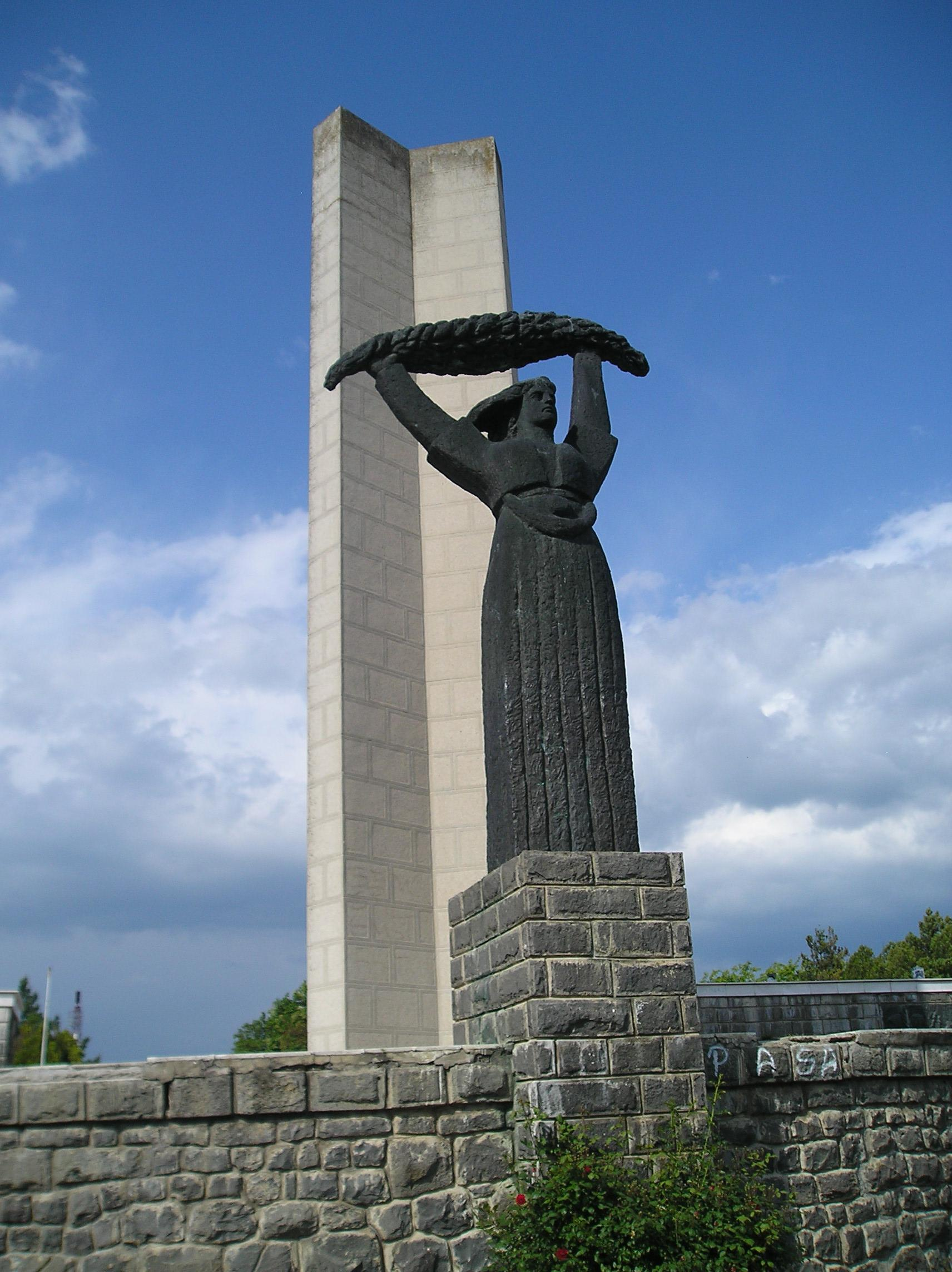
Памятник революції
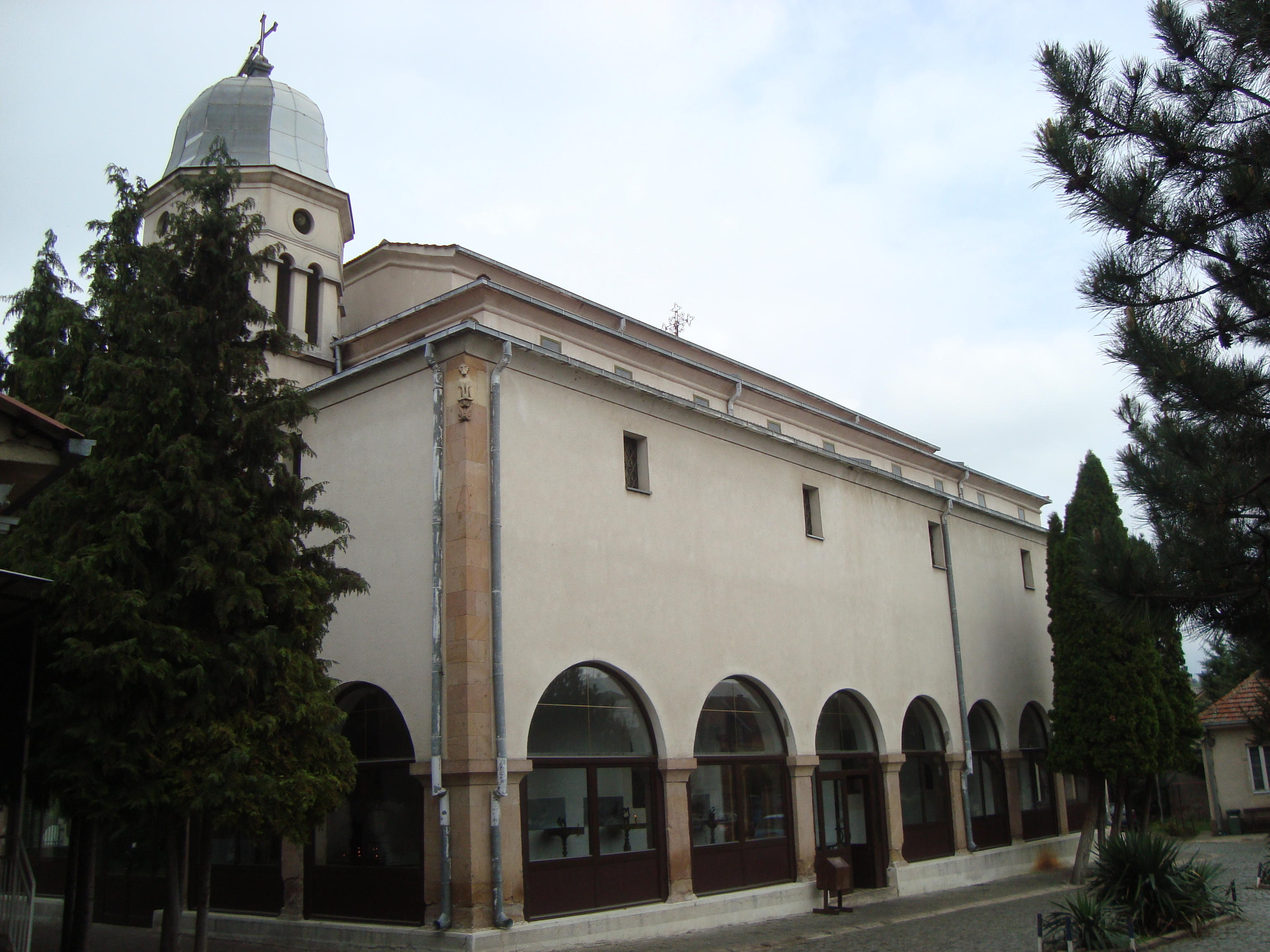
Церква Святого Миколая